# Echmepteryx youngi
Echmepteryx youngi är en insektsart som beskrevs av Edward L. Mockford 1974. Echmepteryx youngi ingår i släktet Echmepteryx och familjen fjällstövlöss. Inga underarter finns listade i Catalogue of Life.